# Rivière Barrière
Rivière Barrière är ett vattendrag i Kanada.   Det ligger i provinsen Québec, i den sydöstra delen av landet, 400 km nordväst om huvudstaden Ottawa.
I omgivningarna runt Rivière Barrière växer i huvudsak blandskog. Trakten runt Rivière Barrière är nära nog obefolkad, med mindre än två invånare per kvadratkilometer.